# Proscaline
La proscaline, ou 3,5-diméthoxy-4-propoxyphényléthylamine, est une substance ayant des propriétés psychédéliques, hallucinogènes et enthéogènes. Elle partage des caractéristiques réactionnelles et structurales avec la mescaline et l'escaline.

## Histoire
La proscaline fut synthétisée pour la première fois par le pharmacologiste et chimiste Alexander Shulgin. On la retrouve dans son livre PiHKAL.

## Chimie
La proscaline est un composé de la famille des phényléthylamines. Il est l'homologue 4-propyloxy de la mescaline. Il existe un composé homologue à la proscaline: la 3,5-diméthoxy-4-(n)-propoxy-amphétamine. Cette dernière molécule est encore peu connue.

## Effets
La proscaline demeure une substance aux effets méconnus, n'ayant été expérimentée que par peu d'individus.

## Sources et références
- (en) Page du livre PiHKAL sur la proscaline
- (en) Présentation du livre Pihkal sur Erowid